# San Francisco 49ers 1970
La stagione 1971 dei San Francisco 49ers è stata la 21ª della franchigia nella National Football League. La squadra si qualificò per la finale della NFC, venendo eliminata dai Dallas Cowboys. Il quarterback John Brodie fu il primo giocatore della storia dei Niners ad essere premiato come MVP della NFL.

## Partite

### Stagione regolare
| Turno | Data       | Avversario            | Risultato | Pubblico |
| ----- | ---------- | --------------------- | --------- | -------- |
| 1     | 20/9/1970  | Washington Redskins   | V 26–17   | 34,984   |
| 2     | 27/9/1970  | Cleveland Browns      | V 34–31   | 37,502   |
| 3     | 4/10/1970  | at Atlanta Falcons    | S 21–20   | 58,850   |
| 4     | 11/10/1970 | at Los Angeles Rams   | V 20–6    | 77,272   |
| 5     | 18/10/1970 | New Orleans Saints    | P 20–20   | 39,446   |
| 6     | 25/10/1970 | Denver Broncos        | V 19–14   | 39,515   |
| 7     | 1/11/1970  | Green Bay Packers     | V 26–10   | 59,335   |
| 8     | 8/11/1970  | at Chicago Bears      | V 37–16   | 45,607   |
| 9     | 15/11/1970 | at Houston Oilers     | V 30–20   | 43,040   |
| 10    | 22/11/1970 | at Detroit Lions      | S 28–7    | 56,232   |
| 11    | 29/11/1970 | Los Angeles Rams      | S 30–13   | 59,602   |
| 12    | 6/12/1970  | Atlanta Falcons       | V 24–20   | 41,387   |
| 13    | 13/12/1970 | at New Orleans Saints | V 38–27   | 61,940   |
| 14    | 20/12/1970 | at Oakland Raiders    | V 38–7    | 54,535   |

### Playoff
| Turno            | Data       | Avversario           | Risultato |
| ---------------- | ---------- | -------------------- | --------- |
| Divisional       | 27/12/1970 | at Minnesota Vikings | V 17-14   |
| NFC Championship | 3/1/1971   | at Dallas Cowboys    | S 17-10   |

## Premi
- John Brodie

MVP della NFL
- Dick Nolan:

allenatore dell'anno
- Bruce Taylor:

rookie difensivo dell'anno